# Meridian (film 1990)
Meridian è un film horror del 1990 diretto da Charles Band con Sherilyn Fenn, Phil Fondacaro e Hilary Mason. È un adattamento de La bella e la bestia in chiave horror.

## Trama
Italia. Gina, una restauratrice di quadri, si reca nel castello della sua amica Catherine appena rientrata dagli Stati Uniti. 
Un gruppo di artisti di strada giunge in paese e Catherine invita il prestigiatore Lawrence e tutta la sua squadra di giocolieri al castello per la cena. Durante la cena entrambe le donne vengono drogate. Lawrence e il suo fratello gemello Oliver hanno un rapporto sessuale con Catherine e Gina. Durante l'accoppiamento, Lawrence si trasforma in un mostro, una sorta di lupo mannaro. 
Catherine in seguito ha delle visioni in cui le appare il fantasma di una donna bionda vestita di bianco. Martha, la governante di Catherine, racconta che la ragazza vestita di bianco era Audrey, la zia di Catherine, che molti anni prima fu uccisa proprio da Lawrence. 
Quando in seguito Lawrence cerca di fare violenza a Catherine, sopraggiunge Oliver trasformato in mostro che la salva rivelando il suo animo buono e gentile. Si scopre che, per quanto fu solamente Lawrence ad uccidere Audrey, il padre di lei scagliò una maledizione su entrambi i gemelli. Si sarebbero trasformati in mostri ogni volta che si fossero innamorati e solo una persona amata avrebbe potuto uccidere la bestia. 
Catherine, che si sente stranamente innamorata di Oliver, il gemello buono, si rassegna all'idea che debba ucciderlo per liberarlo da questa dannazione. Ma prima che possa farlo, Oliver trasformato in mostro con una balestra scaglia una freccia e uccide il gemello Lawrence (la bestia) spezzando l'incantesimo per sempre. 
Oliver dice di appartenere ad un altro mondo e Catherine, per amore, decide di seguirlo.

## Produzione e distribuzione
Il film è stato girato tra l'Umbria e il Lazio, presso Il parco dei mostri di Bomarzo (Viterbo) e al Castello di Giove (Terni).
Uscito in video nell'Aprile 1990, nel 2016 è stato rilanciato in versione masterizzata con il titolo The Ravaging.
La colonna sonora firmata da Pino Donaggio è stata pubblicata nel 1992.